# Pinguecula
Een pinguecula is een iets verheven gelig plekje op het oogwit, meestal aan de neuskant op halve hoogte. Het bestaat uit een neerslag in het slijmvlies van eiwit en vet. Het bedreigt het zien niet en hoeft bijna nooit behandeld te worden. Behandeling om cosmetische redenen is af te raden omdat het zelden mooier wordt. Er wordt weleens met vasoconstrictieve oogdruppels behandeld.